# Школа сільської молоді
Школа сільської молоді — загальноосвітний навчальний заклад в СРСР, що існував з 1944 по 1958 роки, де навчали без відриву від сільськогосподарського виробництва. Учні отримували підготовку в об'ємі початкової та семирічної шкіл. 
Школи сільської молоді відкривалися у великих селах, колгоспах, радгоспах та машинно-тракторних станціях. Були поширені у складі 1 - 4-х та 1 - 7-х класів. Із 1956 року почали діяти також середні школи сільської молоді у складі 5 - 10-х та 8 - 10-х класів.
Згодом, у 1958 році, їх було переназвано у вечірні (змінні) середні загальноосвітні школи.